# Maracaju Atlético Clube
O Maracaju Atlético Clube é um clube de futebol sediado em Maracaju, no estado de Mato Grosso do Sul. Foi fundado em 12 de outubro de 1986 e venceu a Série B do estadual em 2004.